# David Gantar
David Gantar dit Dave Gantar, né en 1975, est un arbitre canadien de soccer qui officie internationalement depuis 2011. Il arbitre en championnat du Canada depuis 2009.

## Carrière
Il a officié dans des compétitions majeures :
- Championnat d'Amérique du Nord, centrale et Caraïbe de football des moins de 20 ans 2011 (2 matchs)
- Gold Cup 2011 (1 match)
- Championnat canadien de soccer 2011 (finale retour)